# Passiflora exoperculata
Passiflora exoperculata är en passionsblomsväxtart som beskrevs av Maxwell Tylden Masters. Passiflora exoperculata ingår i släktet passionsblommor, och familjen passionsblomsväxter. Inga underarter finns listade i Catalogue of Life.